# Magik
Magik (Illyana Rasputina) es una superheroína rusa que aparece en los cómics estadounidenses publicados por Marvel Comics. El personaje se representa con mayor frecuencia en relación con los X-Men y apareció por primera vez en Giant-Size X-Men # 1 (mayo de 1975). 
Magik es la hermana menor del miembro de X-Men Coloso, es miembro de una especie ficticia de la humanidad conocida como mutantes, que nacen con habilidades sobrehumanas. Debido al tiempo que pasó encarcelada (y luego gobernando) en el Limbo, ella es una poderosa hechicera. Su poder mutante, que se manifestó por primera vez en ese Limbo, es la capacidad de teletransportarse a través de discos que utilizan la magia de esa dimensión.
Magik ha sido descrita como una de las heroínas más notables y poderosas de Marvel.
Anya Taylor-Joy interpreta a Illyana Rasputin en la película The New Mutants (2020).

## Historial de publicaciones
Illyana apareció por primera vez en Giant-Size X-Men # 1 (mayo de 1975), aunque su primer nombre no se dio hasta Uncanny X-Men # 145 (mayo de 1981). Durante los primeros ocho años de su existencia, era un personaje de fondo que aparecía con poca frecuencia como la hermana pequeña de Coloso. El medio para cambiar esto se estableció en The Uncanny X-Men # 160 (agosto de 1982), en el que envejece siete años mientras se encuentra en una dimensión paranormal llamada Limbo, se convierte en hechicera y desarrolla la capacidad mutante de crear «discos de teletransportación». Estos cambios no fueron explorados ni explicados de inmediato, y durante el año siguiente siguió siendo esencialmente un personaje de fondo.

## Biografía ficticia

### Origen
Illyana Rasputín (nacida Illyana Rasputina) nació en la granja colectiva Ust-Ordynski, cerca del Lago Baikal, en Siberia, Rusia. Hija de Nikolai Rasputín y su esposa Alexandra Natalia Rasputina. Illyana tiene dos hermanos mayores, Mikhaíl Nikoláievich Rasputin y el X-Men Coloso (Piotr «Peter» Rasputin). Ambos nacieron mutantes. Los X-Men sospechaban que Illyana también era mutante, pero pensaron que pasarían años, hasta su adolescencia, cuando mostrase sus facultades. Se equivocaron en esta hipótesis. 
Los poderes sobrehumanos de Coloso se manifestaron el día que se enteró de que su hermano murió (el día que salvó a Illyana de un tractor fuera de control).

### Magik: Soberana del Limbo
Cuando tenía seis años de edad, Illyana fue secuestrada y llevado a Estados Unidos por el asesino psicópata Arcade que la utilizó a ella y a varios otros rehenes para obligar a los X-Men para combatir al Doctor Doom. Fue rescatada y devuelta a la Mansión X.
Poco después, fue secuestrada nuevamente, esta vez en la dimensión demoniaca del Limbo, por Belasco y S'ym, los gobernantes de esta dimensión. Quedó atrapada allí, y una parte de su esencia / alma fue corrompida por Belasco, quien trató de reclamar su alma con el fin de utilizarla como una clave para rescatar a los Dioses Antiguos para gobernar la Tierra. Con el fin de liberarse a sí mismo, Belasco necesitaba el «Medallón de Beatriz», con cinco piedras de sangre. Las piedras de sangre serían creadas por el alma corrompida de Illyana. Fue rescatada más tarde, y fue instruida en la magia blanca por la versión de aquella dimensión de Tormenta. Finalmente, se rebeló contra Belasco. Aprendió a manejar la magia del Limbo gracias a la versión de esa dimensión de Kitty Pryde, conocida como Cat. Cat e Illyana intentaron asaltar la ciudadela de Belasco y matarlo. Fueron derrotadas por Belasco, que transformó a Cat en una criatura demoníaca. Con Illyana de nuevo bajo su control, Belasco la instruyó en el arte de la magia negra, con la esperanza de que seguiría corrompiendo su alma. Sin embargo, Illyana, encubierta, trazó la derrota de Belasco y continuó resistiéndose a la influencia oscura de su alma.
Antes de secuestrar a Illyana, Belasco utilizó tanto a Tormenta, como a Cat, como vías de acceso posibles para liberar a los Dioses Antiguos mediante la manipulación de sus almas. Ambas rechazaron su magia antes de que el proceso pudiera ser completado. Debido a esto, Illyana formó un lazo místico con Tormenta y Cat, ya que ella también fue utilizada de la misma manera.
Belasco tuvo éxito en el uso de Illyana para crear tres partes de la piedra de la sangre y solo necesita dos más con el fin de restaurar a los Dioses Antiguos. Consciente de esto, Illyana creó la Soulsword («Espada del Alma») y se hizo cargo el Limbo como su nueva gobernante. Durante su batalla contra Belasco, Illyana mágicamente desarrolló cuernos, cola y colmillos. Descubrió que estas nuevas características solo aparecen cuando utiliza la Soulsword. Después de ganar la batalla, desterró a Belasco del Limbo y afirmó a S'ym como su siervo.

### «Infierno»
Illyana logró regresar a la Tierra, pero varios años mayor, aunque aquí no habían pasado ni 10 minutos desde su secuestro. Esto debido a que las leyes temporales del Limbo son distintas a las de la Tierra. Después, Illyana se incorporó a los Nuevos Mutantes.
Una armadura extraña comenzó a aparecer en el cuerpo de Illyana cada vez que manejaba el Soulsword, que, al igual que su hermano Coloso, le dio una forma de invulnerabilidad y de fuerza mayor. La armadura apareció solo en uno de sus hombros y los brazos en un primer momento, pero poco a poco comenzó a aparecer en todo su cuerpo. Ella fue capaz de luchar contra otros poderosos hechiceros, como Baba Yaga o Espiral
Durante la saga Inferno («Infierno»), un viaje de rutina a través del Limbo, salió mal, dejando a los Nuevos Mutantes atrapados en el Limbo. La naturaleza demoníaca de Illyana comenzó a superar por completo su cuerpo y los demonios le presionaron para convertirse en la Señora, veraz y completa de su reino. Solo podría escapar siempre y cuando el demonio N'astirh, le diera la oportunidad de abrir un disco colosal de teletransportación entre la Tierra y el limbo, lo que provocó la invasión de la Tierra por los demonios del Limbo. Hacia el final de esta dura prueba, la Illyana de siete años se vio en alguna parte del Limbo. Illyana hizo un esfuerzo supremo, para derrotar a S'ym. Después, cuando los Nuevos Mutantes examinaron la cáscara de la armadura de Illyana, encontraron a la Illyana de siete años de edad en su interior. Ella todavía tenía el medallón de piedra de la sangre que Belasco le dio, lo que implica que aún tenía vínculos con el Limbo. Los Nuevos Mutantes trasladaron forzosamente a la Illyana de siete años, tiempo atrás en el Limbo, antes de que ella fuera corrompida por Belasco. Gracias a esto, todo lo sucedido desde entonces fue borrado, y nada de los eventos actuales ocurrieron. Illyana tampoco tenía sus recuerdos de la Illyana adolescente, que por ende, no había existido.
Debido a la unión mística que compartía con Illyana en su versión de «Cat», de la dimensión de Limbo, el Soulsword a continuación, pasó a Kitty Pryde en la Tierra, en Inglaterra. Se incrustó en una piedra cerca del cuartel de Excalibur, a la espera de que Kitty la reclamara y se convirtiera en su dueña nueva. Ella lo rechazó por temor a que se convertiría en una imagen torcida y oscura de sí misma, al igual que Illyana. Al ver que su presencia molestaba a su amiga y compañera de equipo, Rachel Summers trató de sacarla de la base con los poderes de la Fuerza Fénix, pero no pudo moverla, ya que solo se mueve por mandato de Kitty. Se quedó incrustada en Inglaterra hasta que finalmente cayó en manos del supervillano Doctor Doom, que poco después la perdió ante el demonio Darkoth. Después de un conflicto con el villano, la Soulsword fue finalmente fue adquirida por Amanda Sefton, quien reclamó el manto de Illyana como Magik, y luego pasó a ser la gobernante del Limbo.

### Muerte
Illyana, nuevamente una niña, regresó a Rusia, donde vivía con sus padres, por algunos meses, hasta que fueron asesinados por el gobierno ruso con el fin de asegurar la capacidad de Illyana para derrotar a un ser psiónico conocido como el «Despellejador de Almas». Illyana luego regresó a la Mansión X a vivir con su hermano y los otros X-Men.
Poco tiempo después, Illyana contrajo el mortal Virus Legado, y finalmente murió en la Mansión X, a pesar de todos los esfuerzos con el fin de salvarla realizados por Charles Xavier y Moira MacTaggert. Coloso fue consumido por el dolor y la rabia, y traicionó a los X-Men y se unió a los Acólitos de Magneto justo después de su funeral.
Su espíritu, sin embargo, puso en contacto con Wolverine y Coloso desde el «más allá». Ella vino a Logan poco después de que él perdió el adamantium de su cuerpo, y le instó a volver al mundo de los vivos para salvar a Jean Grey. El espíritu Illyana volvió de nuevo, esta vez a su hermano, Coloso, que había regresado recientemente a los Estados Unidos con Kitty y Nightcrawler tras la desaparición de Excalibur. Al investigar sucesos extraños dentro de la mansión, Coloso encuentra uno de los discos de transportación que Illyana había atado mágicamente a la escuela. Se encontró transportado a un mundo de bolsillo, que tenía una huella de la memoria de Illyana.
A pesar de ello, la memoria Illyana lo convenció para hacer un sacrificio final. Cuando la cura para el Virus Legado fue encontrada, resultó necesaria la muerte de un mutante, y Coloso voluntariamente dio su vida, para que nadie más tuviera que morir como lo hizo Illyana. Coloso más tarde, fue resucitado por un alienígena llamado Ord.

### Regreso
Belasco finalmente destronó a Amanda Sefton del Limbo. Después de ver a Illyana reaparecer gracias a los efectos de Dinastía de M, crea un poderoso hechizo para regresarla a él. El hechizo logró sacar adelante la esencia y los recuerdos de Illyana que aún permanecían dentro de la dimensión del limbo. El plan se concretó, pero Illyana revirtió en Darkchilde, la versión semi-demoníaca y corrompida de sí misma. Por desgracia, Belasco no estaba satisfecho con su creación, alegando que no era la verdadera Illyana.
Illyana, ahora como Darkchilde, rescató algunos de los adolescentes New X-Men que estaban siendo atacados por una horda de demonios. Después de ayudar a los mutantes contra los demonios, Illyana utilizó un hechizo para inmovilizarlos, a fin de robar una porción del alma de la joven Pixie, con la esperanza de crear una piedra de sangre y una nueva Soulsword. 
Aunque solo una parte del alma de Pixie fue tomada, Illyana informó a los otros New X-Men que Pixie ahora era capaz de hacer magia. Illyana enseñó Pixie un hechizo, con el que los New X-Men atacaron y derrotaron a Belasco.
Illyana entonces sucumbió a su personalidad de Darkchilde y anunció su deseo de crear varias piedras de sangre más para llegar a ser semejante a un Dios en el poder. Antes de que Illyana comenzara el proceso, fue interrumpida por la llegada de su hermano, Coloso. Una dolida Illyana rechazó las ofertas de su hermano de ayuda, y envió a todos de vuelta a la Tierra, antes de reclamar el trono del Limbo, e informar a S'ym y N'astirh, ahora, una vez más a su servicio, que su próximo paso es recuperar su alma.
En última instancia motivada por su amistad con Kitty y el amor de su hermano Coloso, Illyana trató de recuperar su alma a través del amor y se transportó al Instituto Xavier solo para encontrarlo destruido y abandonado. Triste y enojada, ella declaró que no iba a conseguir su alma de vuelta a través del amor, pero si a través del sufrimiento y que estaría dirigida a aquellos que le habían hecho daño.
Mientras que estaba en el Limbo, Illyana atacó a varios demonios en su búsqueda del amuleto de Sangre. Sus actividades fueron advertidas por Mephisto, Blackheart, Satannish, Dormammu y Hela. La hija de Belasco, Witchfire, apareció durante la reunión y reveló que ella era la dueña actual de amuleto de Sangre, y se comprometió a reubicar a su padre como gobernante del Limbo. De vuelta en la base de los X-Men en San Francisco, Pixie atacó a Nightcrawler con su Soulsword durante una sesión de entrenamiento en la Sala de Peligro y en el proceso descubrió accidentalmente que Magik estaba escondida en ella. Illyana apareció y reclamó su arma. 
Pixie luchó, negándose a entregar el Soulsword y exigió la devolución de la piedra de sangre de su propia alma. Illyana fácilmente la derrotó y recuperó su espada. 
A su regreso al Limbo, descubrió que Witchfire había usurpado el trono y los ejércitos de Magik durante su ausencia. Witchfire capturó a Magik, tomó la piedra de sangre, y creó el amuleto.
Después de que los X-Men llegaron al castillo, Nightcrawlero descubrió a Illyana encadenada a un pilar. Le pidió que la apuñalara con la Soulsword de Pixie, ya que fue lo único que estaba en sintonía con la magia. Al hacerlo, se relanzó el Soulsword dentro de ella. Mientras tanto, Wichfire liberó a los Dioses Antiguos. Illyana a continuación, formó equipo con los otros mutantes para detener a Witchfire y los Dioses Antiguos. Usando una combinación de magia y los poderes de la Soulsword y la Souldagger, Illyana y Pixie fueron capaces de eliminar una de las piedras de sangre. Debido a esto, los Dioses Antiguos fueron arrastrados de nuevo a su dimensión, junto con Witchfire y las piedras de sangre restantes. La Souldagger de Pixie luego se fusionó con la piedra de sangre de Ilyana.
Entristecido por la pérdida de sus piedras de sangre, Illyana teletransportó a los mutantes de nuevo a la X-Base y estaba a punto de exiliarse al Limbo. Sin embargo, antes de que se fuera, sus excompañeros le pidieron que se quedara con ellos, lo cual aceptó de mala gana.

### Nuevos Mutantes
A su ingreso al equipo, los mutantes más jóvenes estaban muy desconfiados de ella. Pero finalmente Magik fue aceptada por Bala de Cañón como parte de la nueva alineación de los Nuevos Mutantes. Ayudó al equipo a rescatar a Legión y exterminar a sus múltiples personalidades.
Cuando Bastión atacó la isla de Utopía, nuevo hogar de los X-Men, Magik fue derrotada y acabó encerrada en un portal del Limbo. Bala de Cañón lideró un equipo de rescate para extraer a Magik del Limbo. Ella fue finalmente liberada por Pixie, y el equipo de rescate regresó a la Tierra.
En un revés de fortuna, Pixie fue secuestrada luego por el Proyecto Purgatorio, y volvió a Magik al Limbo con los Nuevos Mutantes. Mientras que estaban en el limbo, los Nuevos Mutantes encontraron a los «bebés Infierno» (mutantes niños que fueron capturados por el gobierno durante el infierno y fueron criados y entrenados en el limbo). Este equipo, ahora adulto, atacó a Magik y los Nuevos Mutantes. Mientras que el resto del equipo resultó gravemente herido y capturado, Magik logró escapar a la Tierra. pero fue seguida por los Dioses Antiguos del Limbo, quienes violaron la puerta de entrada a la Tierra. Karma fusionó los vastos poderes de Legión con la Soulsword y logró destruir a los Dioses Antiguos, devolviendo por fin las piedras de sangre a Magik y Pixie.
Más tarde, Magik ayudó a los Nuevos mutantes a rescatar a Danielle Moonstar de las garras de Hela, la Diosa asgardiana de la muerte.

### X-Men
Tras el cisma de los X-Men, Magik fue seleccionado para ser un miembro del equipo de Cíclope en Utopía.
Durante la batalla entre los X-Men y los Vengadores, Illyana es elegida como una de los «Cinco de Fénix», un grupo de X-Men que reciben poderes adicionales por la Fuerza Fénix. Después de que Ms. Marvel es derrotada por Rogue, Magik aparece y ataca a la Vengadora, teletransportándola al Limbo y atrapándola.
Magik también fue la responsable de rescatar a su hermano Coloso del poder de la gema de Cyttorak. En realidad ella siempre fue capaz de utilizar su poder para salvarlo, pero no lo hizo como una lección para su hermano. Esto ha provocado que Coloso acumule un rencor contra ella.
Recientemente Magik ha enfrentado conflictos en su posición como soberana del Limbo, cuyo control ha sido reclamado por el demonio Dormammu. En un combate contra Dormammu, y en un intento por salvar a los X-Men, Magik absorbió por completo el Limbo dentro de su ser. Sin saber las consecuencias de este acto, Magik recurrió a la ayuda del Doctor Strange.

## Poderes
Magik es una mutante omega que tiene la capacidad de abrir «discos» teletransportadores entre el espacio y el tiempo. Estos discos forman parte de la dimensión demoníaca del Limbo, y cada vez que Magik se teletransporta, o teletransporta a otros, tiene que visitar este oscuro mundo.

### Teletransportacion
Magik tiene la capacidad mutante de teletransportarse a sí misma y a otras personas a través del tiempo y el espacio de un lugar a otro. Inicialmente hizo esto al invocar lo que ella llama «discos escalonados», que formaban parte de una dimensión conocida como El Limbo. Cuando Illyana llama un disco, tiene que usar Limbo como punto intermedio antes de poder teletransportarse a una ubicación alternativa. Magik ha logrado teletransportarse a sí misma exitosamente a través de los continentes, de un continente a otro, e incluso a distancias interplanetarias e intergalácticas en ocasiones.
A diferencia de la mayoría de los teletransportadores en el Universo Marvel, Magik puede teletransportarse a través del tiempo y el espacio. Ella ha teletransportado momentos, días o siglos hacia el pasado o el futuro. Especialmente al principio, tenía dificultades para modular esta habilidad y, a menudo, viajaba inadvertidamente a través del tiempo y el espacio cuando intentaba teletransportarse solo a través del espacio. Cuanto mayor sea la distancia sobre la que se teletransportó, mayor es el posible margen de error en términos de su llegada al punto de tiempo que pretendía.
Después de que Illyana absorbió todo el limbo, los discos de pasos dejaron de existir; ahora, cuando Illyana se teletransporta, aparecen imágenes infernales de fantasmas, dragones u otras criaturas sobrenaturales.

### Poderes Mágicos
Magik es la sacerdotisa suprema de la dimensión de El Limbo.
En El Limbo, Magik es capaz de poder lanzar cualquier hechizo mágico que Belasco pueda, teniendo acceso a su almacén de conocimiento de hechicería. Su magia es una mezcla única de magia negra que aprendió de Belasco y magia blanca que le fue enseñada por una Ororo Munroe de una realidad alternativa.
En la Tierra su magia está limitada a la proyección astral, detección de presencias místicas, adivinación y lanzar hechizos muy simples. En X-Infernus, ella usa la magia de aparentemente mayor fuerza de la que podría usar previamente en la dimensión de la Tierra. Desde que absorbió Limbo y se convirtió en el discípulo del Dr. Strange, la magia de Illiana en la Tierra ha sido considerablemente fuerte, tal es así que ella usa hechizos que aprendió del Doctor Strange para destruir Centinelas avanzados.

### Armadura Eldritch
Cuanto más usa Magik su poder mágico, más armadura mística aparece en su cuerpo además de características demoníacas como cuernos y pezuñas. La armadura desvía o limita los ataques, tanto físicos como mágicos. La armadura de Illyana también proporciona protección contra el Virus de Transmode. La armadura también le proporciona a Illyana una fuerza extraordinaria, que mostró al ser capaz de arrojar al demonio gigante S'ym varios metros.

### Espada del alma
La Espada del Alma fue creada por Illyana Rasputin durante su encarcelamiento en el Limbo. Illyana mágicamente hizo que su propia fuerza vital se manifestara ante ella. Una vez que esto sucedió, puso su mano en un charco de energía eldricht y se imaginó un arma en su mente. Cuando retiró la mano, sostenía la Espada del Alma, creada a partir de su propia alma. Una cuchilla de aspecto simple en su origen, desarrolló diseños y formas intrincados cuanto más la usa Illyana, haciéndose más poderosa con cada uso.
La Espada del alma de Magik rompe las energías, los constructos y las criaturas mágicas. También aumenta el nivel de poder de cualquier usuario mágico que lo tenga. La espada del alma generalmente no tiene ningún efecto físico, pero rompe incluso la magia más poderosa a medida que pasa. Desde la resurrección de Illyana, la espada del alma parece afectar a seres psíquicos como las personalidades de Legión, mientras que en el pasado la espada solo afectaba a criaturas mágicas y hechizos. La única excepción a esto ha sido Kitty Pryde, que aún puede ser cortada por la espada del alma incluso cuando Pryde está utilizando su poder de fase para convertirse en intangible. Illyana puede hacer que su espada del alma aparezca y desaparezca a voluntad. Después de Avengers vs. X-Men, Illyana ha usado su Espada del alma contra seres físicos, incluido un Centinela.

### Otros Poderes
Illyana tiene formidables escudos psiónicos, que impiden que cualquiera lea su mente, incluso telépatas tan poderosos como el Profesor X, el Rey de las Sombras y Rachel Summers. Desde su resurrección, Illyana es capaz de bajar sus escudos psiónicos.
Debido a que Belasco creó las piedras de sangre mágicas con sus almas, Illyana tiene un vínculo psíquico con Kitty Pryde. Debido a esto, se podría considerar una conexión similar entre Illyana y Tormenta.

## Otras versiones

### Era de Apocalipsis
En esta línea, Illyana nunca fue secuestrada por Belasco. Era mantenida prisionera en Seattle por el villano Sugar Man, hasta que fue rescatada por Coloso y Generación X. Illyana junto con Destiny, fue la clave para erradicar esta anomalía temporal.

### Dinastía de M
Illyana es vista como miembro de S.H.I.E.L.D.. Irónicamente, esta distorsión temporal motivó que Belasco pudiera resucitar a Illyana.

## En otros medios

### Televisión
- Illyana apareció en el capítulo «Red Dawn» de la serie animada X-Men. Ella estuvo junto a Coloso y los X-Men mientras luchaban contra Omega Rojo. Illyana también fue vista en el episodio «Time Fugitives» (1993) en una de las visiones alteradas de la corriente del tiempo de Cable entre los muchos mutantes que experimentan mutaciones dañinas que finalmente los matarían, ya que no tienen los anticuerpos desarrollados para combatir el virus tecno-orgánico de Apocalipsis.

- Illyana es mencionada en un capítulo de X-Men: Evolution. Ella es una rehén, razón por lo cual Coloso está a las órdenes de Magneto.
- Illyana iba a aparecer en la segunda temporada de Wolverine and the X-men.[44]

### Película
Anya Taylor-Joy fue elegida para interpretar a Illyana Rasputin / Magik en Los Nuevos Mutantes, escrita y dirigida por Josh Boone. Sus habilidades se simplifican, aunque todavía puede viajar a través del Limbo y conjurar la espada del alma. Esta versión fue vendida como esclava infantil y estaba constantemente en desacuerdo con un grupo de criaturas aterradoras llamadas «Smiling Men». Ella está acompañada por un títere de mano de dragón púrpura llamado Lockheed y durante el clímax de la película se revela que también puede contactar al Lockheed real. Colbi Gannett retrata a Illyana como una niña.

### Videojuegos
- Illyana es un personaje no jugable en X-Men Legends con la voz de Jeannie Elias.[46] Es secuestrada psíquicamente por el Rey Sombra para atraer al Profesor X al plano astral.
- Magik es un personaje jugable en el juego de Facebook Marvel Avengers Alliance.[47]
- Magik aparece como un personaje jugable, NPC y Team-up en el MMO Marvel Heroes,[48] con la voz de Tara Strong.[49]
- Magik aparece como un personaje jugable en Marvel: Contest of Champions.[50]
- Magik es un personaje jugable en Marvel Future Fight.[51]
- Magik es un personaje jugable en Marvel Future Revolution. [52]
- Illyana Rasputina / Magik es un personaje recurrente y elegible en Marvel's Midnight Suns, con la voz de Laura Bailey. Esta versión es una graduada de la Academia Xavier, exmiembro de los X-Men, gobernante del Limbo y miembro de los Midnight Suns titulares.
- Magik aparece en Marvel Snap.[53]
- Magik aparecerá en Marvel Rivals.[54]